# Aislados El Podcast
Aislados, el podcast es un videopodcast conversacional de comedia gratuito, protagonizado por Lucas Lauriente, Luciano Mellera, Nicolás De Tracy y Victor Medina "Nanutria". Sus capítulos están disponibles en YouTube, Spotify, Apple podcast, entre otras plataformas. Se estrenó durante la cuarentena del 2020  y es uno de los podcast mas reconocidos de América Latina.

## Historia
El programa comenzó siendo grabado sin público durante la pandemia del Covid 19, desarrollando conversaciones humorísticas e improvisadas sobre temas variados, y ganó rápidamente su audiencia a través de las transmisiones semanales por medio de plataformas de internet. Luego también se alternó con grabaciones que incluyen público en vivo, entre las que destacan sus especiales de Navidad en el Teatro Nacional (2021), en el Teatro Gran Rex (2022) y en el estadio Luna Park en la ciudad de Buenos Aires (2023). 
Aislados se caracteriza por la gran cantidad de comentarios graciosos que surgen mientras estos cuatro comediantes comparten anécdotas y opiniones sobre diferentes temas de la vida cotidiana.